# Maribel Vinson
Maribel Yerxa Vinson-Owen (* 12. Oktober 1911 in Winchester, Massachusetts; † 15. Februar 1961 in Berg-Kampenhout, Belgien) war eine US-amerikanische Eiskunstläuferin und Eiskunstlauftrainerin.

## Leben
Maribel Vinson war die Tochter von Thomas und Gertrude Vinson aus Winchester, Massachusetts. Beide Eltern waren Eiskunstläufer. So wurde Maribel bereits bei ihrer Geburt ein Ehrenmitglied des Eislaufvereins in Cambridge. Im Alter von neun Jahren begann sie, bei Willie Frick in der Boston Arena zu trainieren. Im Alter von zwölf Jahren wurde Vinson US-amerikanische Meisterin bei den Junioren. Neben ihrer sportlichen Karriere studierte sie am Radcliffe College.
In den Jahren von 1928 bis 1937 wurde Maribel Vinson mit Ausnahme von 1934 neunmal US-amerikanische Meisterin im Eiskunstlauf der Damen. Bis heute hält sie mit neun Titeln den nationalen Rekord gemeinsam mit Michelle Kwan. 1928 und 1929 gewann Vinson mit Thornton Coolidge zudem die Meisterschaften im Paarlauf, dies gelang ihr auch 1933 und 1935 bis 1937 mit Eislaufpartner George Hill. Mit ihm nahm sie an den Weltmeisterschaften 1931 und 1936 und an den Olympischen Spielen 1936 teil, wo sie stets den fünften Platz belegten.
Im Einzellauf war Vinson auf internationaler Ebene ungleich erfolgreicher. Als Nichteuropäer noch bei Europameisterschaften teilnehmen durften, gewann sie bei ihrem einzigen Europameisterschaftsauftritt im Jahr 1934 in Seefeld Bronze hinter Sonja Henie und Liselotte Landbeck. Im Zeitraum von 1928 bis 1934 nahm sie an fünf Weltmeisterschaften teil und konnte dabei zwei Medaillen erringen. 1928 wurde sie in London Vize-Weltmeisterin hinter Sonja Henie und 1930 in New York gewann sie Bronze hinter Henie und der Kanadierin Cecil Smith. Vinson nahm außerdem an drei Olympischen Spielen im Einzellauf teil. 1928 in St. Moritz verpasste sie als Vierte noch eine Medaille, 1932 in Lake Placid reichte es dann zum Gewinn von Bronze hinter Sonja Henie und Fritzi Burger und 1936 in Garmisch-Partenkirchen wurde sie, wie schon in der Paarkonkurrenz, Fünfte.
Noch als Vinson in den Dreißigern sportlich aktiv war, wurde sie die erste Sportjournalistin bei der New York Times. Nach dem Ende ihrer Amateurkarriere heiratete sie den kanadischen Eiskunstläufer Guy Owen, mit dem sie als Profi in einer Eislaufschau auftrat. Nach der Geburt ihrer Kinder Maribel Yerxa Owen, 1940, und Laurence Rochon Owen, 1944, kehrte Vinson-Owen als Eiskunstlauftrainerin auf die Eisfläche zurück. Ihr Ehemann verstarb 1952 unerwartet im Alter von 41 Jahren und so musste sie ihre Kinder alleine aufziehen. Später, als sich ihre Töchter für das Eiskunstlaufen zu interessieren begannen, trainierte sie sie. Als Trainerin führte Vinson-Owen Tenley Albright zu fünf nationalen Meistertiteln und zum ersten Olympiasieg einer Amerikanerin im Eiskunstlauf der Damen. Sie unterrichtete auch Frank Carroll, der später selbst einer der besten Trainer der Welt werden sollte und Michelle Kwan und Evan Lysacek zu zahlreichen Erfolgen führte.
Im Jahr 1961 gewann Maribel Vinsons gleichnamige Tochter zusammen mit Dudley Richards die nationale Paarlaufmeisterschaft. Im gleichen Turnier gewann auch Vinsons jüngere Tochter, die 16-jährige Laurence, den nationalen Meistertitel bei den Damen. Es war die erste Meisterschaft, die im Fernsehen übertragen wurde und so erlangte die Familie sogleich große Bekanntheit.
Als Trainerin war Maribel Vinson zugleich Teil der US-amerikanischen Mannschaft, die für die Weltmeisterschaft 1961 in Prag nominiert worden war, ebenso ihre beiden Töchter als amtierende Meister. Auf der Reise dorthin, beim Abflug zu einer Zwischenlandung in Brüssel stürzte das Flugzeug, Sabena-Flug 548, ab. Alle Insassen kamen ums Leben, darunter die gesamte 18-köpfige US-Mannschaft und ihre 16 Angehörigen. Die Weltmeisterschaft in Prag wurde abgesagt. Die sterblichen Überreste der Vinson-Owens wurden in die USA überführt und im Story Chapel Columbarium der Mount Auburn Cemetery in Cambridge, Massachusetts, beigesetzt.
Im Jahr 1976 wurde Vinson in die nationale Hall of Fame aufgenommen, 1994 ein zweites Mal mit ihrem Eislaufpartner George Hill und 2011 erneut, wie auch die gesamte 1961 verunglückte US-Mannschaft. 2002 wurde sie auch in die Eiskunstlauf Hall of Fame aufgenommen. In ihrer Heimatstadt Winchester wurde die Vinson-Owen School nach ihr benannt.

## Ergebnisse

### Einzellauf
| Wettbewerb / Jahr                | 1926 | 1927 | 1928 | 1929 | 1930 | 1931 | 1932 | 1933 | 1934 | 1935 | 1936 | 1937 |
| -------------------------------- | ---- | ---- | ---- | ---- | ---- | ---- | ---- | ---- | ---- | ---- | ---- | ---- |
| Olympische Winterspiele          |      |      | 4.   |      |      |      | 3.   |      |      |      | 5.   |      |
| Weltmeisterschaften              |      |      | 2.   |      | 3.   | 4.   | 4.   |      | 5.   |      |      |      |
| Europameisterschaften            |      |      |      |      |      |      |      |      | 3.   |      |      |      |
| US-amerikanische Meisterschaften | 3.   | 2.   | 1.   | 1.   | 1.   | 1.   | 1.   | 1.   |      | 1.   | 1.   | 1.   |

### Paarlauf
(mit George Hill)
| Wettbewerb / Jahr                | 1928 | 1929 | 1930 | 1931 | 1932 | 1933 | 1934 | 1935 | 1936 | 1937 |
| -------------------------------- | ---- | ---- | ---- | ---- | ---- | ---- | ---- | ---- | ---- | ---- |
| Olympische Winterspiele          |      |      |      |      |      |      |      |      | 5.   |      |
| Weltmeisterschaften              |      |      |      | 5.   |      |      |      |      | 5.   |      |
| US-amerikanische Meisterschaften | 1.*  | 1.*  | 2.   | 2.   | 2.   | 1.   |      | 1.   | 1.   | 1.   |

(*) mit Thornton Coolidge

## Bücher
Maribel Vinson-Owen schrieb einige Bücher über das Eiskunstlaufen:
- Primer of Figure Skating – McGraw-Hill/Whittlesey House (1938)
- Advanced Figure Skating – McGraw-Hill/Whittlesey House (1940)
- The Fun of Figure Skating – Harper & Brothers (1960)